# Kelvingrove Art Gallery and Museum
Il Kelvingrove Art Gallery and Museum è il museo "civico" di Glasgow in Scozia, situato in Argyle Street, nel West End, sulle rive del Kelvin. Si trova adiacente al Kelvingrove Park e in prossimità del campus principale dell'Università di Glasgow a Gilmorehill.

## Storia

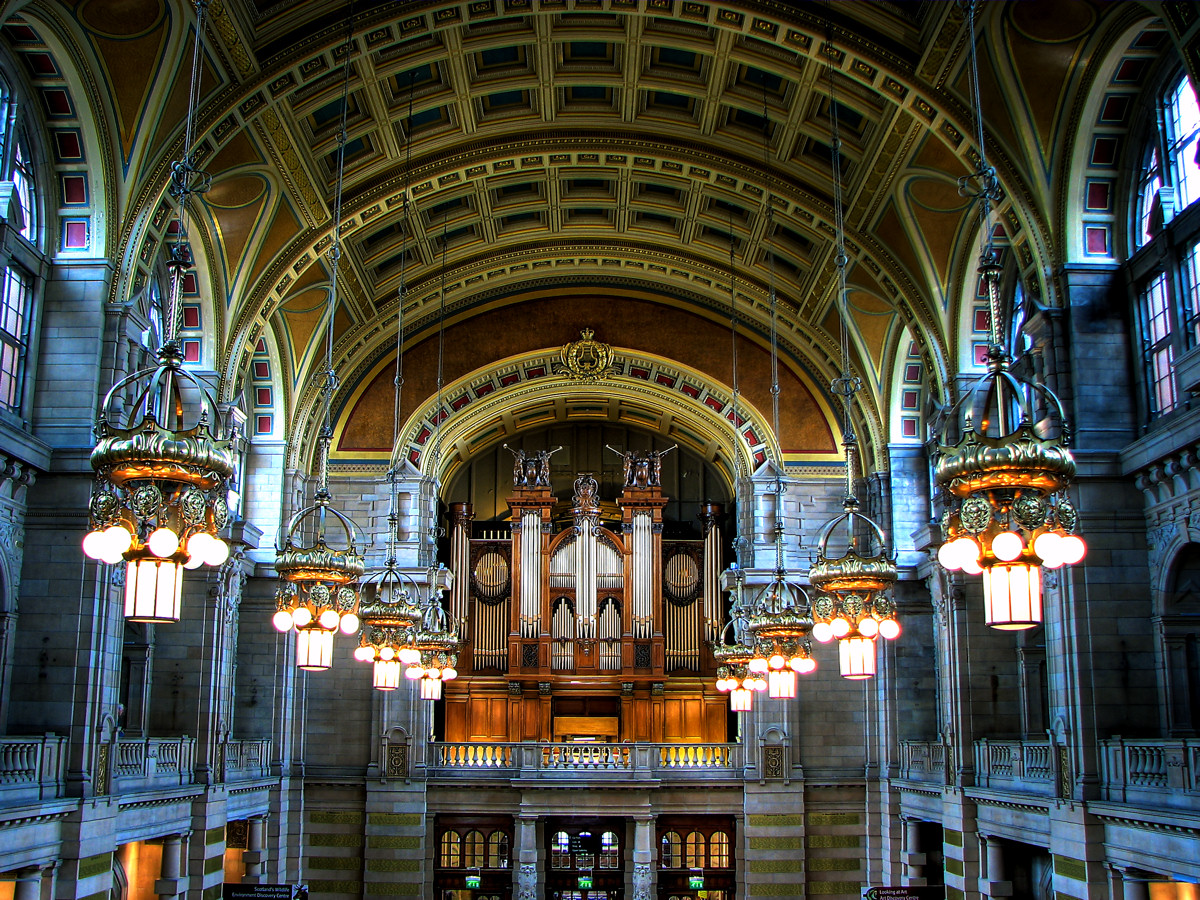
La sala centrale

L'edificio venne finanziato in occasione dell'Esposizione internazionale del 1888 che si tenne nel Kelvingrove Park, su progetto di Sir John William Simpson e E.J. Milner Allen. Fu inaugurato nel 1901 come Palazzo dell'Esposizione Internazionale che si tenne quell'anno. Lo stile si rifà all'architettura moresca spagnola, con pietra rossa del Dumfriesshire. La decorazione scultorea venne curata da George Frampton, Francis Derwent Wood e altri. Nella grandiosa Hall centrale venne installato un organo colossale della Lewis & Co.
Esiste una leggenda popolare secondo cui l'edificio venne creato accidentalmente con la facciata sul retro e viceversa rispetto al parco di Kelvingrove, causando il suicidio dell'architetto, in realtà una storia senza fondamento, ma che testimonia una non felice riuscita del monumentale complesso architettonico.
La collezione d'arte si è formata dall'unione di quella delle McLellan Galleries, vecchio centro espositivo della città, e di quella del Kelvingrove House Museum nel Kelvingrove Park. Si tratta di collezioni eterogenee che spaziano dalla storia naturale alle armi e armature, fino alla galleria d'arte, ricca di capolavori di arte europea con opere di scuola italiana, francese (compresi gli Impressionisti), olandese, scozzese e una vasta rappresentanza della scuola di Glasgow.
L'11 luglio 2006, dopo tre anni di chiusura per rinnovo, il museo è stato riaperto alla presenza di Elisabetta II.

## Opere principali
Sandro Botticelli
- Annunciazione, 1490 circa

Salvador Dalí

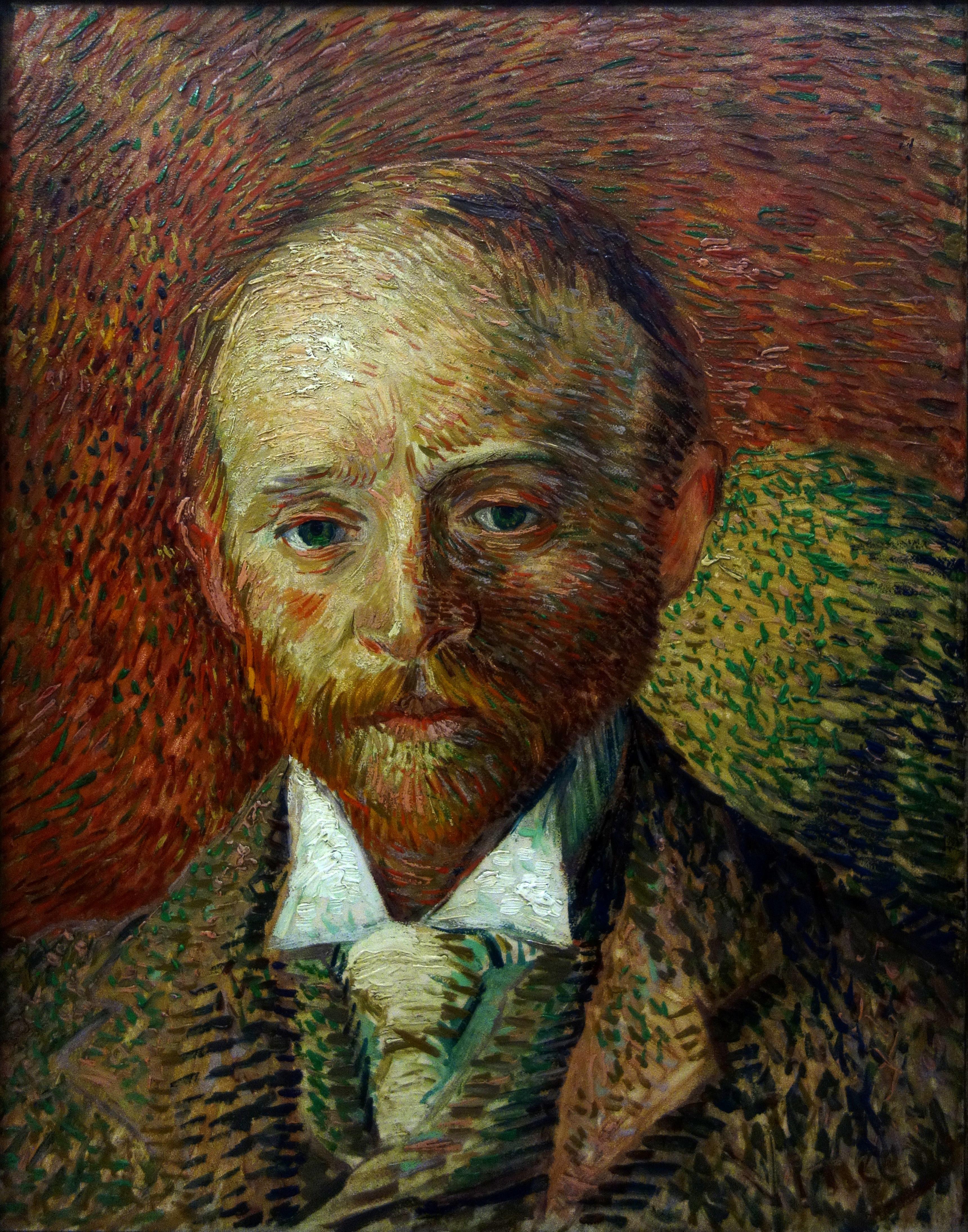
Vincent van Gogh, ritratto di Alexander Reid

- Cristo di San Giovanni della Croce, 1951

Tiziano
- Cristo e l'adultera, 1511 circa
- Madonna tra i santi Girolamo e Dorotea, 1516 circa